# Araujia stormiana
Araujia stormiana är en oleanderväxtart som beskrevs av Thomas Morong. Araujia stormiana ingår i släktet Araujia och familjen oleanderväxter. Inga underarter finns listade i Catalogue of Life.